# Глупый стёб, попса… и никаких революций!
«Глупый стёб, попса... и никаких революций!» — первый концертный альбом российской рок-группы «Элизиум», основу которого составляет запись концерта группы в Нижнем Новгороде в апреле 1999 года. Впервые альбом был выпущен 10 марта 2000 года как официальный бутлег, изданный лейблом Sound Age Productions на аудиокассетах. В 2004 году под тем же лейблом вышло переиздание альбома на компакт-дисках. Оба издания отличаются друг от друга списком бонус-треков.
Аналогично переизданию самого первого альбома группы, «Домой!», новое издание концертного альбома «Глупый стёб, попса... и никаких революций!» было выпущено «Элизиумом» специально для фанатов группы, не рекомендуемое рядовому слушателю.

## История записи
«Глупый стёб, попса... и никаких революций!» не был долгосрочным музыкальным релизом. Даже сама запись концерта на нём изначально не имела за собой цели — в то время группа «Элизиум» пользовалась возможностью записывать почти любой свой концерт в Нижнем Новгороде. Идея выпустить альбом возникла спонтанно, накануне совместного концерта «Элизиума» и группы «Тараканы!». На дому у лидера «Элизиума» Дмитрия Кузнецова обсуждалось качество записи недавно вышедшего концертного альбома «Тараканов!» — «Это жизнь», и для сравнения Кузнецов решил включить одну из многочисленных концертных записей «Элизиума». Эта запись была сделана на обычный двухканальный магнитофон в апреле 1999 года, во время одного из первых выступлений «Элизиума» с духовой секцией. Вокалисту группы «Тараканы!» Дмитрию Спирину запись понравилась, и он сразу же посоветовал «Элизиуму» выпустить на её основе концертный альбом. Спирин предлагал сделать это на собственном лейбле его группы — «Сделай Some Records», но решение склонилось в сторону московского лейбла Sound Age Production. Группе «Элизиум» оставалось лишь выбрать песни для альбома и добавить несколько необходимых бонус-треков разных лет, показывающих развитие группы с момента её образования.
Художественное оформление альбома было выполнено с иронией над критикой «Элизиума» тех лет. На обложке изображена толпа людей, зажимающих уши от звуковых волн, идущих от логотипа группы (по словам её музыкантов — «звукового дерьма», что более кратко выражает название альбома). Девушка на переднем плане представляет собой персонажа песни «Ska для кислотных девочек». Название «Глупый стёб, попса... и никаких революций!» группа придумала, стилизуя его под название альбома Experimental Jet Set, Trash and No Star группы Sonic Youth. Слова, из которых оно составлено, взяты из негативной рецензии журнала Fuzz на дебютный альбом «Элизиума», «Домой!». «Кроме того, оно действительно отражает наиболее часто употребляемую в то время характеристику музыки „Элизиума“ различными блюстителями „настоящего панка“. Мы просто пошли им навстречу, назвав всё „своими именами“ и запаковав альбом в цветной фантик, которому мог позавидовать любой дешёвый танцевальный сборник. Второй раз неподготовленный пипл оказывается шокирован, услышав содержание кассеты...» (Дмитрий Кузнецов, бас-гитарист и основатель «Элизиума»).

## Выпуск и переиздание
Концертный альбом «Глупый стёб, попса... и никаких революций!» вышел на аудиокассетах 10 марта 2000 года. В этот же день состоялась его презентация в нижегородском клубе «Печоры»; 20 мая 2000 года была проведена презентация в московском «P-клубе». «Глупый стёб» был положительно оценён в рецензии журнала Fuzz — того самого, для которого этот альбом был отчасти ироничным ответом на негативную рецензию альбома «Домой!».
Спустя несколько лет лидер «Элизиума» Дмитрий Кузнецов предполагал, что группа планировала либо в ближайший месяц «закрыть» альбом, либо всё-таки переиздать его на компакт-дисках. Ввиду многочисленных просьб поклонников группы всё склонилось ко второму варианту, и в начале декабря 2004 года лейбл Sound Age Productions выпустил переизданную версию альбома «Глупый стёб, попса... и никаких революций!» — как на дисках, так и на аудиокассетах. В новом издании в список бонус-треков альбома были включены пять концертных версий песен, записанных во время выступления «Элизиума» в эфире «Нашего радио» 5 апреля 2004 года, в рамках передачи «Воздух».
На концертном альбоме «Глупый стёб, попса... и никаких революций!» присутствуют несколько песен, которые группа с самого начала не планировала записывать в студии — это «Люблю тебя!», «Из Нижнего» («Nizchny Punx-City» в первом издании) и инструментальный трек «Развязочная». Исключение составил бридж песни «Люблю тебя!», который группа «Элизиум» записала в виде короткой композиции «Оптимизм» для альбома «Все острова!» 2002 года. К 2008 году «Элизиум» уже не видел смысла выпускать подобные «недоделки» в студийных версиях, оставив их на ранних альбомах. Тем не менее, присутствующий на альбоме «Глупый стёб» бонус-трек «Круглый год — без забот», который не был записан в надлежащем качестве, в будущем получил студийное воплощение на альбоме Greatest Hits 2010 года.

## Список композиций
| №                   | Название                                               | Длительность |
| ------------------- | ------------------------------------------------------ | ------------ |
| 1.                  | «Я иду домой»                                          | 5:03         |
| 2.                  | «Альпинист»                                            | 2:25         |
| 3.                  | «Про вертолёт»                                         | 3:01         |
| 4.                  | «Люблю тебя!»                                          | 2:15         |
| 5.                  | «Из Нижнего» («Nizchny Punx-City» в издании 2000 года) | 3:35         |
| 6.                  | «Как бы всё?»                                          | 1:55         |
| 7.                  | «Basket Case» (кавер песни Green Day)                  | 3:33         |
| 8.                  | «Развязочная»                                          | 3:06         |
| 9.                  | «Не моя любовь»                                        | 3:24         |
| Общая длительность: | Общая длительность:                                    | 28:21        |

| №   | Название                                      | Длительность |
| --- | --------------------------------------------- | ------------ |
| 10. | «Ярко горят» (версия 1997)                    | 3:18         |
| 11. | «Круглый год — без забот» (studio-mix 1999)   | 3:35         |
| 12. | «The Vengeful Invalid» (live 1997)            | 4:39         |
| 13. | «All My Life» (...My Self-control, 1996)      | 3:43         |
| 14. | «Dragon Will Come» (...My Self-control, 1996) | 3:39         |
| 15. | «Ska для кислотных девочек» (версия 2000)     | 3:03         |

| №   | Название                                                     | Длительность |
| --- | ------------------------------------------------------------ | ------------ |
| 10. | «Круглый год» (studio-mix 1999)                              | 3:33         |
| 11. | «The Vengeful Invalid» (live 1997)                           | 4:36         |
| 12. | «Острова» (live 2003, концерт на «Нашем радио»)              | 3:02         |
| 13. | «Не грусти!» (live 2003, концерт на «Нашем радио»)           | 2:24         |
| 14. | «Ослепительный мир» (live 2003, концерт на «Нашем радио»)    | 3:22         |
| 15. | «Как бы всё?» (live 2003, концерт на «Нашем радио»)          | 1:58         |
| 16. | «Куда теряется мечта?» (live 2003, концерт на «Нашем радио») | 2:09         |

| №  | Название                  | Длительность |
| -- | ------------------------- | ------------ |
| 1. | «Супер-робот» (live 2003) | 3:28         |

## Участники записи
| Исполнители - Дмитрий «Дракол» Кузнецов — бас-гитара; - Александр «Пропеллер» Телехов — вокал; - Екатерина «Кэтиш» Зудина — гитара, вокал; - Дмитрий «Rotten» Данилин — вокал; - Александр Комаров — труба; - Игорь Тарасов — ударные; - Сергей Сухонин — гитара; - Максим Головин — тромбон; - Андрей Крупинов — труба. Производство - Музыка — Дмитрий Данилин, Дмитрий Кузнецов, Сергей Сухонин; - Слова — Дмитрий Данилин, Дмитрий Кузнецов, Майкл Макарычев; - Мастеринг — Дмитрий Бельтюков, студия «У Стаса»; - Обложка альбома — Дмитрий Кузнецов (идея), Роман Докукин, Макс Перламутр, Ната Сажина; - Продюсирование — Дмитрий Кузнецов. | Концерт на «Нашем радио», 2003 год - Дмитрий «Дракол» Кузнецов — бас-гитара; - Александр «Пропеллер» Телехов — вокал; - Ксения «КсЮ» Сидорина — вокал, бэк-вокал; - Александр «Комар» Комаров — труба; - Сергей Тремасов — тромбон; - Сергей «Глаза» Сухонин — гитара; - Алексей «Младшой» Кузнецов — ударные. |